# Principina grandis
Principina grandis är en halvgräsart som beskrevs av Hendrik Uittien. Principina grandis ingår i släktet Principina och familjen halvgräs. Inga underarter finns listade i Catalogue of Life.